# Mandala
Mandala (poudarek na prvem zlogu; sanskrt मण्डल, maṇḍala - dobesedno 'krog') je duhovna in / ali obredna geometrijska konfiguracija simbolov ali zemljevida (v šintoizmu) v indijskih religijah hinduizmu, budizmu, džainizmu ali japonskem življenjskem slogu šintoizmu, ki predstavlja božanstva ali v primeru šintoizma, paradiž, kami ali dejansko svetišče. V sodobni, tipično ameriški rabi, je 'mandala' postala generičen izraz za kateri koli diagram, grafikon ali geometrijski vzorec, ki kozmično metafizično ali simbolično predstavlja 'kozmos'; časovni mikrokozmos vesolja, čeprav je prvotno pomenil predstavljati celovitost in model same organizacijske strukture življenja - kozmični diagram, ki nam prikazuje naš odnos do neskončnega, svet, ki sega onkraj in znotraj naših možganov in teles.
Osnovna oblika večine mandale je kvadrat s štirimi vrati, ki vsebujejo krog s sredinsko točko (sanskrt बिंदु – Bindu). Vsaka vrata so v splošni obliki T. Mandale imajo pogosto radialno ravnovesje.
Izraz se v Rigvedi pojavlja kot ime odsekov dela, vedski obredi pa vse do danes uporabljajo mandale, kot je mandala Navagraha. Mandale se uporabljajo tudi v budizmu.
V različnih duhovnih tradicijah se lahko mandale uporabijo za usmerjanje pozornosti praktikov in strokovnjakov, kot duhovno vodilo, za vzpostavljanje svetega prostora in kot pomoč meditaciji in transu.

## Hinduizem

### Religiozni pomen
Yantra je podobna mandali, običajno je manjša in uporablja bolj omejeno barvno paleto. Lahko je dvodimenzionalna ali tridimenzionalna geometrijska kompozicija, ki se uporablja v sadhanah, puja ali meditativnih ritualih in lahko v svojo zasnovo vključuje ntro. Predstavljala naj bi bivališče božanstva. Vsaka yantra je edinstvena in s pomočjo zapletenih simboličnih geometrijskih zasnov kliče božanstvo v prisotnost praktikanta. Po mnenju nekega učenjaka »Yantra deluje kot simbol razodetja kozmičnih resnic in kot poučna karta duhovnega vidika človeške izkušnje«.
Številne yantre so glavne osredotočene točke za hindujsko tantrično prakso. Niso upodobitve ampak so žive, izkustvene, nedvojne resničnosti. Kot opisuje Khanna:
Kljub kozmičnim pomenom je yantra v resnici živela. Zaradi odnosa Tantre med zunanjim svetom (makrokozmos) in človekovim notranjim svetom (mikrokozmos) je vsak simbol v yantri ambivalentno resonanten v notranji-zunanji sintezi in je povezan s subtilnim telesom in vidiki človeške zavesti.

### Politični pomen
Indijski avtor Kautilya je v svojem delu o državni in gospodarski politiki Arthashastra (napisano v sanskrtu med 4. st. pr. n. št. in 2. st.pr. n. št.) oblikoval rajamandalo (Raja-mandala – 'krog držav'). Opisuje kroge prijateljskih in sovražnih držav, ki obkrožajo kraljevo državo.
V zgodovinskem, družbenem in političnem smislu se izraz 'mandala' uporablja tudi za označevanje tradicionalnih političnih formacij jugovzhodne Azije (na primer zveze kraljestev ali vazalnih držav). Zahodni zgodovinarji 20. stoletja so jo sprejeli iz starodavnega indijskega političnega diskurza kot sredstvo za izogibanje izrazu 'država' v konvencionalnem pomenu. Politike jugovzhodne Azije niso le ustrezale kitajskim in evropskim pogledom na teritorialno opredeljeno državo s fiksnimi mejami in birokratskim aparatom, ampak so se precej razlikovale v nasprotni smeri: političnost je bila določena glede na njeno središču in ne po mejah in ta je lahko sestavljena iz številnih drugih priključenih politik, ne da bi se podvrgle administrativni integraciji. Cesarstva, kot so Bagan, Ayutaja, Čampa, Khmer, Šrividžaja in Madžapahit, so v tem smislu znane kot 'mandale'.

## Budizem

### Vadžrajana
V vadžrajanskem budizmu so mandale izdelali tudi v pesku. So tudi ključni del meditacijskih praks Anutarajoga tantra ('neobvladljiva joga tantra' ali 'najvišja joga tantra', je izraz, ki se v tibetanskem budizmu uporablja v kategorizaciji ezoteričnih tantričnih indijskih budističnih besedil).

#### Vizualizacija učenja Vadžrajane
Lahko se pokaže, da mandala v vizualni obliki predstavlja bistvo bistva učenja Vadžrajane. Um je »mikrokozmos, ki predstavlja različne božanske sile pri delu v vesolju«. Mandala predstavlja naravo 'Čiste dežele', razsvetljenega uma.
Primer te vrste mandale je Vadžrabhairaja mandala - svilena tapiserija, pletena s pozlačenim papirjem, ki prikazuje razkošne elemente, kot so krone in nakit, kar daje predmetu tridimenzionalen učinek.

##### Gora Meru
Mandala lahko predstavlja tudi celotno vesolje, ki je z goro Meru tradicionalno upodobljeno kot os mundi v središču, obkrožena s celinami.  En primer je Kozmološka mandala z goro Meru, svilena tapiserija iz dinastije Yuan, ki služi kot diagram tibetanske kozmologije, ki so jo Kitajski dobili iz Nepala in Tibeta.

##### Modrost in nestalnost
V mandali navadno zunanji krog ognja simbolizira modrost. Obroč z osmimi pokopališči  predstavlja budistično prepričanje, naj se vedno spominja smrti in nespremenljivosti, s katero je prepojena samsara: »take lokacije so bile uporabljene za spopadanje in uresničitev prehodne narave življenja«. Drugje opisan: »znotraj gorečega mavričnega nimba in obkroženega s črnim obročem vajras je glavni zunanji obroč prikazan kot osem imenitnih razlogov, ki poudarjajo nevarnost človeškega življenja«. (Vajra je orožje, ki se uporablja kot obredni predmet, ki simbolizira lastnosti diamanta (neuničljivost) in gromozanskega vretena (neustavljiva sila)). Znotraj teh obročev ležijo stene same palače mandala, natančneje kraj, ki ga naseljujejo božanstva in Bude.

##### Petero Bud
Ena dobro znanih vrst mandale je mandala petero Bud, arhetipske oblike Bude, ki vključujejo različne vidike razsvetljenja. Takšni Bude so upodobljeni glede na šolo budizma in celo posebnega namena mandale. Skupna mandala te vrste je Pet Bud modrosti ali tathagat (približno pet Tirthankara), Bude Vairocana, Aksobhja, Ratnasambhava, Amitabha in Amoghasiddhi. Ko je vzporejena z drugo mandalo, ki prikazuje Pet kraljev modrosti, to tvori Mandalo dveh kraljestev.

#### Prakticiranje
Mandale pogosto uporabljajo tantrični budisti kot pomoč pri meditaciji.
Mandala je »podpora meditirajoči oseb«, nekaj, kar je treba večkrat premišljevati do nasičenosti, tako da se podoba mandale v celoti ponotranji tudi v najmanjših podrobnostih, nato pa jo je mogoče priklicati in razmišljati po volji, kot jasna in živo vizualizirana slika. Z vsako mandalo prihaja tisto, kar Tucci imenuje »njena povezana liturgija ..., vsebovana v besedilih, imenovanih tantre« , poučuje praktikante, kako naj mandalo narišejo, gradijo in vizualizirajo ter nakazujejo, da bodo mantre recitirali med njeno obredno uporabo.
Z vizualizacijo 'čistih dežel' se človek nauči razumeti doživljanje samega sebe kot čisto in kot bivališče razsvetljenja. Zaščita, ki jo po našem mnenju potrebujemo, je od lastne pameti, pa tudi od zunanjih virov zmede. V mnogih tantričnih mandalah ta vidik ločevanja in zaščite od zunanjega samsaričnega sveta prikazujejo »štirje zunanji krogi: očiščevalni ogenj modrosti, krog vajre, krog z osmimi grobovi, krog lotosa«. Obroč vajr tvori povezano obliko v smislu ograje, ki poteka po obodu zunanjega kroga mandale.
Kot meditacija o stalnosti (osrednje učenje budizma) se po dneh ali tednih ustvarjanja zapletenega vzorca peščene mandale pesek zdrgne v kup in prelije v telo tekoče vode, da se širi blagoslov mandale.

#### Daritve
Darilna mandala  v tibetanskem budizmu je simbolično darilo celotnega vesolja. Vsak zapleten detajl teh mandal je določen v tradiciji in ima posebne simbolne pomene, pogosto na več kot eni ravni.
Medtem ko zgornja mandala predstavlja čisto okolico Bude, ta mandala predstavlja vesolje. Ta vrsta mandale se uporablja za daritve, med katerimi se simbolno ponuja vesolje Budi ali svojemu učitelju. V vadžrajanski praksi je lahko 1.000.000 teh ponudb mandale del predhodnih praks, preden študent sploh začne dejanske tantrične prakse. Ta mandala je na splošno strukturirana po vzoru vesolja, kot ga poučuje v budističnem klasičnem besedilu Abhidharma-kośa, z goro Meru v središču, obkroženo s celinami, oceani in gorami, itd

### Šingon budizem
Ena japonska veja mahajanskega budizma - šindonski budizem – tudi pogosto uporablja mandale v svojih obredih, čeprav se te mandale razlikujejo. Ko se je ustanovitelj Kukai vrnil s svojega usposabljanja na Kitajskem, je prinesel nazaj dve mandali, ki sta postali osrednji v Šingon obredu: mandala iz kraljestva Womb in mandala Diamantnega kraljestva.
Ti dve mandali sta vključeni v obrede iniciacije abhiseka za nove študente, bolj znane kot Kechien Kanjō (結縁灌頂). Skupna značilnost tega obreda je, da novincu iniciacije zavežejo oči in jim naredijo cvet na obe mandali. Kjer roža dežela pomaga pri določanju, katerim skrbniškim božanstvom naj sledijo inicianti.
Peščene mandale, kakršne najdemo v tibetanskem budizmu, v šingonskem budizmu ne prakticirajo.

### Ničiren budizem
Mandala v Ničirenskem budizmu se imenuje moji-mandala (文字曼陀羅) in je papirnati svitek ali lesena tablica, katere napis je sestavljen iz kitajskih znakov in srednjeveško-sanskrtske pisave, ki predstavljajo elemente budističnega razsvetljenja, zaščitna budistična božanstva in nekatere budistične koncepte. Imenovan Gohonzon, ga je v poznem 13. stoletju najprej opisal Ničiren, ustanovitelj te veje japonskega budizma. Gohonzon je glavni predmet čaščenja v nekaterih ničirenskih šolah in edini v drugih, ki menijo, da je najvišji predmet čaščenja kot utelešenje vrhovne dharme in ničirenovega notranjega razsvetljenja. Sedem znakov Namu Myōhō Renge Kyō, ki veljajo za ime vrhovne dharme, pa tudi priziv, ki ga verniki prepevajo, so zapisani v središče vseh Gohonzonov iz Ničiren-sekte, katerih videz se lahko razlikuje glede na posamezno šolo in druge dejavnike.

## Mezoameriške kulture

### MajevskoTzolk'inkolo
Majevska civilizacija je bila ena od številnih vzporednic med vzhodno in mezoameriško kulturo oblike koledarjev, podobnih mandali. Po obliki in funkciji so Kalačakre ('Kolo časa') podobne peščenim mandalam tibetanskih budistov . Kolo tzolk'in ima 260 segmentov, kar preseneča, saj so Maji vedeli, da ima koledarsko leto 365 dni. Vključitev specifične številke 260 pa bi se lahko nanašala na 26.000 letni cikel precejšnje enakonočja. Če bi bilo tako, bi to kazalo na zavestno zavedanje teh velikih časovnih ciklov. Konec koncev je bil simbol verjetno uporabljen za obredne namene in za merjenje intervala številnih 9-mesečnih intervalov, kot so nosečnost, čas gojenja nekaterih pridelkov in obredi, ki so se izvajali na 260-dnevnem razmiku vsako leto, na primer, pomlad in jesen.
Ta majevska simbolika je celo prodrla v novodobno simboliko kot Dreamspell (delno ezoterični koledar iz leta 1987 in izšel kot družabna igra leta 1992), ki jo je razvil José Argüelles. Včasih ga opisujejo kot pristno majevsko mandalo, saj jo navdihujejo elementi Tzolk'inovega kolesa časa

### Azteški Sončni kamen
Azteški sončni kamen je nekoč veljal za njihov ekvivalent tzolkinskemu koledarju, zdaj pa velja, da je to slovesna predstavitev celotnega vesolja, kot ga vidi azteški verski razred, na nek način podoben mandali.
Najzgodnejše interpretacije kamna se nanašajo na njegovo uporabo kot koledar. Mehiški antropolog Antonio de León y Gama je leta 1792, dve leti po najdbi kamna, napisal traktat o azteškem koledarju in kamen uporabil kot osnovo. Nekateri krogi glifov so glifi za dneve v mesecu . Štirje simboli, vključeni v Ollin glif, predstavljajo štiri prejšnja sonca, za katera je Mehika verjela, da jih je prešla zemlja.
Drugi vidik kamna je njegov verski pomen. Ena teorija je, da obraz v središču kamna predstavlja Tonatiuh, azteško božanstvo sonca. Prav zaradi tega je kamen postal znan kot Sončni kamen. Richard Townsend je predlagal drugačno teorijo in trdil, da figura v središču kamna predstavlja Tlaltecuhtli, mehiško zemeljsko božanstvo, ki je značilno za mite o ustvarjanju Mehike. Sodobni arheologi, denimo tisti iz Nacionalnega muzeja antropologije v Ciudad de Mexico verjamejo, da je bolj verjetno, da so ga uporabljali predvsem kot ceremonialni vodnjak ali obredni oltar za gladiatorske žrtve kot pa astrološko ali astronomsko referenco.
Še ena značilnost kamna je njegov možni geografski pomen. Štiri točke se lahko nanašajo na štiri zemeljske vogale ali na kardinalne točke. Notranji krogi lahko izražajo tako prostor kot čas.
Končno je tu politični vidik kamna. Morda naj bi bil Tenochtitlan prikazan kot središče sveta in zato kot središče oblasti . Townsend stoji za to idejo in trdi, da majhni glifi dodatnih datumov med štirimi prejšnjimi sonci - 1 kremen (Tecpatl), 1 dež (Atl) in 7 opica (Ozomahtli) - predstavljajo zadeve, ki so povezane z zgodovino Mehike. Na primer trdi, da 7 opica predstavlja pomemben dan za kult skupnosti znotraj Tenochtitlana. Njegova trditev je podprta tudi s prisotnostjo imena mehiškega vladarja Moctezuma II. na delu. Ti elementi utemeljujejo kamnovo ikonografijo v zgodovini in ne mitu ter legitimnosti države v kozmosu.

## Krščanstvo
V krščanstvu prevladujejo oblike, ki spominjajo na mandale: keltski križ, rožni venec, svetniški sij, mandorla, okulus, trnova krona, okno rozeta, rožni križ in labirint na tleh stolnice v Chartresu. Labirint predstavlja potovanje od zunanjega sveta do notranjega svetega središča, kjer je Božansko. [34]
Kozmatski tlaki, vključno s tistim v Westminstrski opatiji, so geometrijski mandali podobni mozaični vzorci iz Italije iz 13. stoletja. Verjame se, da Veliki tlak v Westminstrski opatiji uteleša božansko in kozmično geometrijo kot sedež ustoličenja angleških monarhov. [35]
Podobno je mogoče številne iluminacije Hildegarde iz Bingna uporabiti kot mandale, pa tudi številne slike ezoteričnega krščanstva, kot v krščanskem hermetizmu, krščanski alkimiji in rozenkrojceriji.
Alkimist, matematik in astrolog John Dee je razvil geometrijski simbol, ki ga je poimenoval Sigillum Dei – 'pečat božji' in označil univerzalni geometrijski red, v katerega so vdelana imena nadangelov, ki izhajajo iz prejšnjih oblik clavicula salomonis ali Salomonov ključ.
Layerjev spomenik iz zgodnjega 17. stoletja, marmorna večbarvna plastika v cerkvi svetega Janeza Krstnika, Maddermarket v Norwichu, je redek primer krščanske ikonografije, ki absorbira alkemični simbolizem za ustvarjanje mandale v zahodni pogrebni umetnosti.

## Mandale v perzijski umetnosti
V perzijski islamski teozofiji je vsak od nas del Boga. Od sonca smo ločeni kot sončni žarki in vedno moramo imeti v mislih, da imamo v sebi božansko svetlobo, ki je vir ljubezni. Ta svetloba nam vedno pokaže pravo pot za rast in iskanje poti do našega izvora.
Zato je v perzijskem motivu šamseh , ki simbolizira sonce, središče kjer je simbol boga ali vir energije. Ta majhen krog je obdan s številnimi drugimi krogi ali poligoni z istim središčem, vendar v različnih velikostih. Ti krogi so sončni žarki, ki simbolizirajo vsako božje bitje. Vsako bitje se nagiba k Bogu, zato je namen življenja doseči vir energije, ki je v nekaterih navedbah omenjen kot čista ljubezen. Nekateri smo bližje svojemu izvoru, medtem ko nekateri od nas čakajo dolgo pot. Tako kot v Šamsehu so tudi nekateri krogi manjši, zato bližje središču.
Motiv šamseh je bil v času Safavidov v Iranu divje uporabljen. Safavidi so bili med najpomembnejšimi iranskimi rodbinami v umetnosti, arhitekturi, astrologiji, filozofiji in teozofiji. Izjemen primer motiva šamseh bi bil strop džamije šeika Lotfalāha v Isfahanu. Perzijski motiv šamseh je naslikan na bakreni plošči. Umetnost ročnega slikanja in emajliranja se v farsiju imenuje meenakari.

## Zahodne psihološke interpretacije
Po besedah umetniške terapevtke in svetovalke za duševno zdravje Susanne F. Fincher dolgujemo ponovnemu uvajanju mandal v moderno zahodno misel Carlu Jungu, švicarskemu analitičnemu psihologu. V svojem pionirskem raziskovanju nezavednega z lastnim likovnim ustvarjanjem je Jung opazoval motiv kroga, ki se je spontano pojavil. Risbe v krogu so odsevale njegovo notranje stanje v tistem trenutku. Poznavanje filozofskih spisov Indije je Junga spodbudilo, da je sprejel besedo 'mandala', s katero je opisal te krožne risbe, ki jih je naredil on in njegovi pacienti. Jung je v svoji avtobiografiji zapisal:
Vsako jutro sem v zvezek narisal majhno krožno risbo, ... ki je bila videti, da ustreza mojemu takratnemu notranjemu položaju. … Šele postopoma sem odkril, kaj je v resnici mandala:… jaz, celost osebnosti, ki je, če gre vse po redu, harmonično.— Carl Jung, Memories, Dreams, Reflections, pp. 195–196.
Jung je spoznal, da se potreba po mandalah pojavlja v trenutkih intenzivne osebne rasti. Njihov videz kaže na to, da v psihi poteka temeljit postopek ponovnega uravnoteženja. Rezultat postopka je bolj zapletena in bolje integrirana osebnost.
 Mandala služi konzervativnemu namenu - namreč obnoviti predhodno obstoječi red. A služi tudi ustvarjalnemu namenu, da daje izraz in obliko nekaj, kar še ne obstaja, nekaj novega in edinstvenega. ... Proces je vzpenjajoče se spirale, ki raste navzgor, hkrati pa se vedno znova vrača v isto točko.— C. G. Jung,  Človek in njegovi simboli , str. 225
Ustvarjanje mandal pomaga stabilizirati, vključevati in ponovno urejati notranje življenje.
Po mnenju psihologa Davida Fontana lahko njena simbolična narava pomaga »doseči postopno globlje ravni nezavednega in na koncu pomaga meditatorju, da doživi mistični občutek enosti z dokončno enotnostjo, iz katere izhaja kozmos v vseh njegovih mnogovrstnih oblikah«.

## V arheologiji
Eno najintenzivnejših arheoloških odkritij v zadnjih letih, ki bi lahko na novo opredelilo zgodovino vzhodne misli in tradicije mandale, je odkritje petih velikanskih mandal v dolini Manipur, narejenih s slikami Google Earth. Maklangski geoglif je na riževem polju na zahodu mesta Imfal, glavnem mestu Manipurja, morda največja svetovna mandala, zgrajena v celoti iz blata. Lokacija ni bila odkrita do leta 2013, saj je bila celotna struktura vidna samo prek satelitskih posnetkov Google Earth. Celo riževo polje, lokalno znano kot Bihu Loukon, je vlada Manipurja istega leta zaščitila in ga istega leta razglasila za zgodovinski spomenik in najdišče. Lokacija leži 12 km zračne razdalje od Kangle z GPS koordinatama 24 ° 48 ' S in 93 ° 49 ' E. Zajema skupno površino približno 224.161,45 kvadratnih metrov. Ta kvadratna mandala ima štiri podobna štrleča pravokotna 'vrata' v kardinalnih smereh, ki jih na levi in desni strani ščitijo podobna, vendar manjša pravokotna 'vrata'. Znotraj kvadrata je osem cvetnih listov ali žarkasta zvezda, ki jih domačini imenujejo Maklang 'utrdba zvezd', v središču pa pokriva približno 50.836,66 kvadratnih metrov. Odkrivanje drugih petih velikanskih mandal v dolini Manipur poteka tudi s programom Google Earth. Pet velikanskih mandal, na primer, Sekmai mandala, Heikakmapal mandala, Phurju mandala dvojčka in Sangolmang mandala, so na zahodnem bregu reke Iril.

## V arhitekturi
Budistična arhitektura je pogosto uporabljala mandale kot osnovo ali tloris načrtovanja budističnih struktur, vključno s kompleksom templjev in stup. Odmeven primer mandale v arhitekturi je Borobudur iz 9. stoletja na Srednji Javi v Indoneziji. Zgrajen je kot velika stupa, obdan z manjšimi, razporejenimi na terasah, oblikovanih kot stopničasta piramida in če gledamo od zgoraj, ima obliko velikanske tantrične budistične mandale, hkrati pa predstavlja budistično kozmologijo in naravo uma. Drugi templji iz istega obdobja, ki imajo tudi tloris mandale, vključujejo Sewu, Plaosan in Prambanan. Podobno zasnovo mandale je mogoče opaziti tudi v Kambodži, na Tajskem in v Mjanmaru.

## V znanosti
Krožni diagrami se pogosto uporabljajo v filogenetiki, zlasti za grafično predstavitev filogenetskih razmerij. Evolucijska drevesa pogosto vključujejo številne vrste, ki so priročno prikazane na krožnem drevesu, s podobami vrst, ki so prikazane na obodu drevesa. Take diagrame imenujemo filogenetske mandale.

## V sodobni rabi
Modna oblikovalka Mandali Mendrilla je zasnovala interaktivno umetniško instalacijo, imenovano Mandala želja (Modri lotos drevo želja), izdelano iz svile in okolju prijaznega tekstilnega črnila, razstavljena v Muzeju umetnosti Kitajske v Šanghaju novembra 2015. Vzorec obleke je temeljil na Goloka Yantra mandali, oblikovaia kot lotos z osmimi cvetnimi listi. Obiskovalce so pozvali, da izrazijo željo na obleki skulpture, ki jo bodo odnesli v Indijo in jo darovali pravemu živemu drevesu želja.

## Galerija
- Kozmološka mandala z goro Meru, svilena tapiserija, Kitajska via Metropolitan Museum of Art
- Vadžrabhairava mandala, svilena tapiserija, Kitajska via Metropolitan Museum of Art
- Diagramična risba Šri Yantre, ki prikazuje zunanji kvadrat s štirimi vrati v obliki črke T in osrednjim krogom
- Višnu mandala (tradicionalno najdena v Nepalu)
- Naslikana tibetanska mandala (19. stoletje) iz tradicije Naropa, stoji Vadžrajogini v središču dveh prekrižanih rdečih trikotnikov, Rubin Museum of Art
- Slikana butanska medicinska Buda mandalo z boginjo Prajnaparamito v središču, 19. stoletje, Rubin Museum of Art
- Mandala šest Čakravartin
- Vadžravarahi mandala
- Džainistični kozmološki diagrami in tekst.
- Mandala painted by a patient of Carl Jung
- Džain slika Mahavira
- Kalačakra mandala v posebnem steklenem paviljonu. Budistični romarji trikrat obidejo paviljon v smeri urinega kazalca. Burjatija, 16. julij 16 2019